# (7729) Golovanov
(7729) Golovanov (1977 QY3) – planetoida z pasa głównego asteroid okrążająca Słońce w ciągu 3 lat i 144 dni w średniej odległości 2,26 j.a. Została odkryta 24 sierpnia 1977 roku.